# Saint Louis (Seszele)

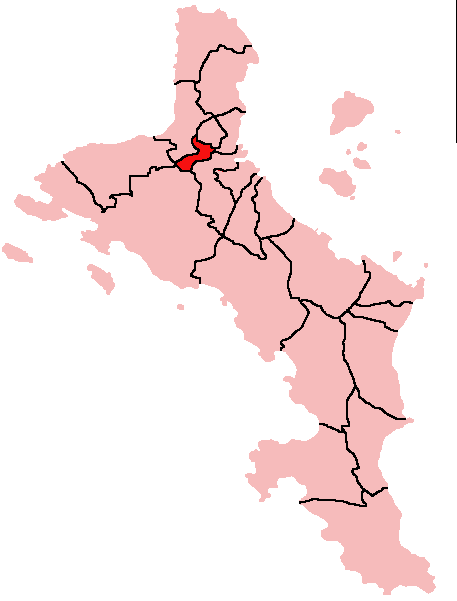
Położenie dystryktu Saint Louis na wyspie Mahé

Saint Louis – dystrykt położony w północnej części wyspy Mahé; 3 325 mieszkańców (2002).